# Eksplozija na Vergaroli
Eksplozija na Vergaroli (tal. Vergarolla) dogodila se 18. kolovoza 1946. kada je 28 ogromnih podvodnih mina, koje su sadržavale 9 tona eksploziva eksplodiralo u vodama prepune plaže na Vergaroli u Puli.
Mine su eksplodirale oko 14 sati 18. kolovoza 1946. uzrokujući pogibiju 116 i ranjavanje 216 ljudi. Većina žrtava bili su kupači koji su gledali godišnje veslačko natjecanje "Coppa Scarioni".
Mine odložene na kupalištu Vergarole je tijekom Drugog svjetskog rata u vodama oko Pule bila postavila talijanska ratna mornarica, da bi ih nakon rata uklonila britanska mornarica.
Uzrok nesreće i moguća odgovorna osoba do danas nije identificirana, makar su britanske vojne vlasti odmah nakon eksplozije provele istragu.
S obzirom na to da su se u tadašnjoj Puli, Hrvati (kojih je u gradu do tada bilo ostalo vrlo malo, nakon što su talijanske vlasti nakon 1918. godine vršile ustrajni pritisak na hrvatsku etničku zajednicu) i Talijani držali odvojeno, te su na kupalištu bili okupljeni Talijani, neki su stravični događaj spremno pripisali diverziji "Titovih partizana". Tako neki tvrde do danas, te se takva verzija prenosi čak i u hrvatskim medijima.
Eksplozija je ubrzala odlazak Talijana iz Pule i Istre nakon Drugog svjetskog rata, te je većina talijanskog stanovništva Pule evakuirana u ožujku 1947. godine, pola godine prije nego što će britanske snage predati Pulu pod upravu jugoslavenskih vlasti. Propaganda radikalnih talijanskih krugova je tvrdila - te i do danas tvrdi - da su eksploziju zasigurno izazvali jugoslavenski agenti, koji su mrzili Talijane. Za takvo što, međutim, nije bilo dokaza.
Tragični događaj na Vergaroli, građani Pule obilježavaju i u današnje vrijeme.

## Nagađanja o krivcima
U 2008. god. objavljenom članku u tršćanskom listu "Il Piccolo" prvi put je izneseno ime navodno odgovornog za smrt i ranjavanje 332 osobe na pulskoj plaži 18. kolovoza 1946. godine. Po pisanju "Il Piccola", koje prenosi pulski dnevnik "Glas Istre", u tajnom dokumentu pod nazivom "Sabotage in Pola" iz 19. prosinca 1946. godine Englezi prenose sadržaj informacija koje je prikupila talijanska služba sigurnosti (Il Battaglione 808° per il controspionaggio, postrojba talijanske vojne obavještajne službe sa sjedištem u Rimu), gdje se kao na glavnog osumnjičenika ukazuje na Riječanina Giuseppea Kovacicha, pripadnika Ozne. Autori Il Piccola prenose takvu informaciju, kao da bi njome bilo doista dokazano da je OZNA prouzročila zločin.
Na taj članak je ubrzo reagirao Puljanin Benedetto Buich (rođen 1927.), svjedok tragedije na pulskom kupalištu, koji je potvrdio da je "na grobnici na pulskom gradskom groblju ime čovjeka koji je digao Vergarolu u zrak. Tada su stradali i njegova žena, dijete, brat i kunjada." Buich govori kako je ta osoba, kojoj nije htio navesti ime, cijelo vrijeme govorila kako će sve dignuti u zrak i da će njegova obitelj biti tada s njim. Osim toga, Buich je opovrgnuo brojke poginulih i ranjenih ljudi. On tvrdi da je poginulo 62 ljudi, koliko navodi i tadašnji list Arena di Pola u kojem su navedena imena i adrese poginulih. Od 62 poginulih, njih 25 nije se moglo identificirati. Šesnaest osoba je zadržano u bolnici, a devet ih je odmah pušteno kućama.
Buich opisuje i način zbrinjavanja stradalih: "Stigli su veliki saveznički vojni kamioni i prva pomoć. Došli su i vatrogasci: razbili su velika željezna ulazna vrata koja su bila zatvorena lancima i lokotom - kupači su ulazili na plažu kroz rupu. Mrtvi su odvezeni u gradsku mrtvačnicu, a potom su poredani ispod stabala jer u mrtvačnicu svi nisu mogli stati. Dan nakon tragedije doneseni su sanduci. Svako prepoznato tijelo stavljeno je u poseban sanduk. Neprepoznate žrtve pokopane su u zajedničkom sanduku. Na Mornaričkom groblju sahranjeno je 25 neprepoznatih i još sedam prepoznatih, a na civilnom, na Monte Ghiru, 29 prepoznatih žrtava (...)."